# Associazione Calcio Femminile Firenze 2014-2015
Questa voce raccoglie le informazioni riguardanti l'Associazione Calcio Femminile Firenze Associazione Sportiva Dilettantistica nelle competizioni ufficiali della stagione 2014-2015.

## Divise e sponsor
Le tenute di gioco ripropongono i colori della Fiorentina maschile, con tenuta casalinga completamente viola.
| Casa | Trasferta |

## Staff tecnico
- Sauro Fattori - Allenatore

## Rosa
Aggiornata al 16 novembre 2014
| N. |                     | Ruolo | Calciatrice       |
| -- | ------------------- | ----- | ----------------- |
|    | Italia (bandiera)   | P     | Francesca Durante |
|    | Giappone (bandiera) | P     | Miku Matsubayashi |
|    | Italia (bandiera)   | P     | Alice Valgimigli  |
|    | Italia (bandiera)   | D     | Eleonora Benucci  |
|    | Italia (bandiera)   | D     | Eleonora Binazzi  |
|    | Italia (bandiera)   | D     | Micol Corsiani    |
|    | Italia (bandiera)   | D     | Costanza Esperti  |
|    | Italia (bandiera)   | D     | Martina Fusini    |
|    | Italia (bandiera)   | D     | Michela Rodella   |
|    | Italia (bandiera)   | D     | Alice Tortelli    |
|    | Italia (bandiera)   | D     | Melissa Venturini |
|    | Italia (bandiera)   | C     | Greta Adami       |
|    | Italia (bandiera)   | C     | Norma Cinotti     |

| N. |                    | Ruolo | Calciatrice               |
| -- | ------------------ | ----- | ------------------------- |
|    | Albania (bandiera) | C     | Greis Domi                |
|    | Italia (bandiera)  | C     | Arianna Ferrati           |
|    | Italia (bandiera)  | C     | Giulia Orlandi            |
|    | Italia (bandiera)  | C     | Simona Parrini            |
|    | Italia (bandiera)  | C     | Evelyn Vicchiarello       |
|    | Italia (bandiera)  | C     | Valery Vigilucci          |
|    | Italia (bandiera)  | A     | Ilaria Borghesi           |
|    | Italia (bandiera)  | A     | Priscilla Del Prete       |
|    | Italia (bandiera)  | A     | Alia Guagni               |
|    | Italia (bandiera)  | A     | Isotta Nocchi             |
|    | Italia (bandiera)  | A     | Costanza Razzolini        |
|    | Italia (bandiera)  | A     | Deborah Salvatori Rinaldi |

## Calciomercato
| Acquisti | Acquisti            | Acquisti     | Acquisti   |
| R.       | Nome                | da           | Modalità   |
| -------- | ------------------- | ------------ | ---------- |
| P        | Francesca Durante   | Scalese      | definitivo |
| D        | Michela Rodella     | Tavagnacco   | definitivo |
| D        | Melissa Venturini   | Castelfranco | prestito   |
| C        | Evelyn Vicchiarello | Tavagnacco   | definitivo |
| A        | Priscilla Del Prete | Tavagnacco   | definitivo |

| Cessioni | Cessioni | Cessioni | Cessioni |
| R.       | Nome     | a        | Modalità |
| -------- | -------- | -------- | -------- |

## Risultati

### Serie A

#### Girone di andata
| Arbitro: | Marco Monaldi (Macerata) |

|               |           |            |
| Del Prete 12’ | Marcatori | 83’ Panico |

| Arbitro: | Dell'erario |

|              |           |                            |
| Olivieri 35’ | Marcatori | 1’ Nocchi 13’ Vicchiarello |

| Arbitro: | Giuseppe Repace (Perugia) |

|                                                  |           |                       |
| Salvatori Rinaldi 9’ Razzolini 21’ Del Prete 86’ | Marcatori | 3’ Giacinti 58’ Mason |

| Arbitro: | Bindella |

|  |           |                                    |
|  | Marcatori | 16’ Vicchiarello 46’ (rig.) Guagni |

| Arbitro: | Luca Angelucci (Foligno) |

|                       |           |                   |
| Salvatori Rinaldi 31’ | Marcatori | 63’ (rig.) Parisi |

| Arbitro: | Stefano Belfiore (Parma) |

|  |           |                             |
|  | Marcatori | 32’ Nocchi 65’ Vicchiarello |

| Arbitro: | Maurizio Di Noia (Modena) |

|  |           |                             |
|  | Marcatori | 20’ Vicchiarello 62’ Guagni |

| Arbitro: | Raffaele Covili Faggioli (Bologna) |

|             |           |  |
| Orlandi 85’ | Marcatori |  |

| Arbitro: | Manuel Berti (Pavia) |

|            |           |                                                         |
| Sodini 81’ | Marcatori | 32’ Razzolini 49’ Vicchiarello 71’ Guagni 73’ Del Prete |

| Arbitro: | Ferrieri Caputi (Livorno) |

|           |           |           |
| Adami 70’ | Marcatori | 33’ Erman |

| Arbitro: | Paolo Messaggi |

|                                                   |           |  |
| Sabatino 3’, 9’, 34’ Girelli 17’ (rig.), 59’, 84’ | Marcatori |  |

| Arbitro: | Jacopo Bertini (Lucca) |

|               |           |               |
| Vigilucci 49’ | Marcatori | 68’ Giugliano |

| Arbitro: | Massimiliano Aly (Lodi) |

|         |           |                    |
| Riva 4’ | Marcatori | 40’ (76) Razzolini |

#### Girone di ritorno
| Arbitro: | Ludwig Raus (Brescia) |

|                       |           |                         |
| Bonetti 7’ Panico 38’ | Marcatori | 42’ Guagni 75’ Tortelli |

| Arbitro: | Dell'erario |

|                                        |           |              |
| Salvatori Rinaldi 21’ Vicchiarello 37’ | Marcatori | 32’ Clelland |

| Arbitro: | Pierpaolo Loffredo (Torino) |

|            |           |  |
| Tonani 73’ | Marcatori |  |

| Arbitro: | Grassi |

|                                 |           |             |
| Adami 68’ Salvatori Rinaldi 70’ | Marcatori | 85’ Pondini |

| Arbitro: | Luca Bergamin (Castelfranco Veneto) |

|             |           |                             |
| Zuliani 66’ | Marcatori | 20’ Del Prete 86’ Vigilucci |

| Arbitro: | Mattia Barbolini (Modena) |

|  |           |             |
|  | Marcatori | 81’ Cortesi |

| Arbitro: | Costin Spataru (Siena) |

|                                    |           |            |
| Guagni 73’ (rig.) Vicchiarello 80’ | Marcatori | 41’ Piazza |

| Arbitro: | Claudio Petrella (Viterbo) |

|                           |           |                                |
| Villani 21’ Simonetti 24’ | Marcatori | 64’ Venturini 73’ Vicchiarello |

| Arbitro: | Adalberto Fiero (Pistoia) |

|                                |           |            |
| Salvatori Rinaldi 1’, 54’, 87’ | Marcatori | 47’ Sodini |

| Arbitro: | Arace (Lugo) |

|  |           |                             |
|  | Marcatori | 48’ Razzolini 88’ Vigilucci |

| Arbitro: | Cinque (Pistoia) |

|               |           |                                                |
| Del Prete 31’ | Marcatori | 9’, 68’ Sabatino 15’ Girelli 61’, 84’ Bonansea |

| Arbitro: | Paolo Fele (Nuoro) |

|          |           |  |
| Tona 11’ | Marcatori |  |

| Arbitro: | Giuseppe Vingo (Pisa) |

| |           |                         |
| Orlandi 10’ Guagni 35’ Vigilucci 40’ Zamboni 46’ (aut.) Vicchiarello 56’ Salvatori Rinaldi 64’ (84) | Marcatori | 51’ Bianchi 70’ Asperti |

### Coppa Italia
| Arbitro: | Ferrieri Caputi (Livorno) |

|             |           | |
| Gavagni 53’ | Marcatori | 7’, 29’, 35’ Salvatori Rinaldi 26’, 40’ Adami 11’ Nocchi 30’ Vicchiarello 49’, 83’ Del Prete 55’ Razzolini 88’ Vigilucci |

| Arbitro: | Simone (Bologna) |

|                                                                               |           |  |
| Del Prete 19’ Vicchiarello 22’ Salvatori Rinaldi 60’ Nocchi 73’ Razzolini 82’ | Marcatori |  |

| Arbitro: | Repetto (Chiavari) |

|                             |           |                                             |
| Acuti 51’ Prugna 53’ (rig.) | Marcatori | 15’ (rig.) Guagni 46’ Razzolini 60’ Orlandi |

| Arbitro: | Spataru (Siena) |

|               |           |                                |
| Vigilucci 49’ | Marcatori | 64’, 90+1’ Caccamo 74’ Baldini |

## Statistiche

### Statistiche di squadra
| Competizione | Punti | In casa | In casa | In casa | In casa | In casa | In casa | In trasferta | In trasferta | In trasferta | In trasferta | In trasferta | In trasferta | Totale | Totale | Totale | Totale | Totale | Totale | DR   |
| Competizione | Punti | G       | V       | N       | P       | Gf      | Gs      | G            | V            | N            | P            | Gf           | Gs           | G      | V      | N      | P      | Gf     | Gs     | DR   |
| ------------ | ----- | ------- | ------- | ------- | ------- | ------- | ------- | ------------ | ------------ | ------------ | ------------ | ------------ | ------------ | ------ | ------ | ------ | ------ | ------ | ------ | ---- |
| Serie A      | 48    | 13      | 7       | 4       | 2       | 22      | 15      | 13           | 7            | 2            | 4            | 23           | 21           | 26     | 14     | 6      | 6      | 45     | 36     | +9   |
| Coppa Italia | -     | 2       | 1       | 0       | 1       | 6       | 3       | 2            | 1            | 0            | 1            | 14           | 2            | 4      | 2      | 0      | 2      | 20     | 5      | + 15 |
| Totale       | -     | 15      | 8       | 4       | 3       | 28      | 18      | 15           | 8            | 2            | 5            | 37           | 23           | 30     | 16     | 6      | 8      | 65     | 41     | +24  |

### Andamento in campionato
| Giornata  | 1 | 2 | 3 | 4 | 5 | 6 | 7 | 8 | 9 | 10 | 11 | 12 | 13 | 14 | 15 | 16 | 17 | 18 | 19 | 20 | 21 | 22 | 23 | 24 | 25 | 26 |
| --------- | - | - | - | - | - | - | - | - | - | -- | -- | -- | -- | -- | -- | -- | -- | -- | -- | -- | -- | -- | -- | -- | -- | -- |
| Luogo     | C | T | C | T | C | T | T | C | T | C  | T  | C  | T  | T  | C  | T  | C  | T  | C  | C  | T  | C  | T  | C  | T  | C  |
| Risultato | N | V | V | V | N | V | V | V | V | N  | P  | N  | V  | N  | V  | P  | V  | V  | P  | V  | N  | V  | V  | P  | P  | V  |
| Posizione |   |   |   |   |   |   |   |   |   |    |    |    |    |    |    |    |    |    |    |    |    |    |    |    |    | 4  |

Legenda:

Luogo: C = Casa; T = Trasferta. Risultato: V = Vittoria; N = Pareggio; P = Sconfitta.

### Statistiche delle giocatrici
| Giocatore            | Serie A  | Serie A | Serie A     | Serie A    | Coppa Italia | Coppa Italia | Coppa Italia | Coppa Italia | Totale   | Totale | Totale      | Totale     |
| Giocatore            | Presenze | Reti    | Ammonizioni | Espulsioni | Presenze     | Reti         | Ammonizioni  | Espulsioni   | Presenze | Reti   | Ammonizioni | Espulsioni |
| -------------------- | -------- | ------- | ----------- | ---------- | ------------ | ------------ | ------------ | ------------ | -------- | ------ | ----------- | ---------- |
| G. Adami             | 20       | 2       | 0           | 0          | 3            | 2            | 0            | 0            | 23       | 4      | 0           | 0          |
| E. Benucci           | 11       | 0       | 1           | 0          | 4            | 0            | 1            | 0            | 15       | 0      | 2           | 0          |
| E. Binazzi           | 23       | 0       | 7           | 1          | 3            | 0            | 0            | 0            | 26       | 0      | 7           | 1          |
| I. Borghesi          | 6        | 0       | 0           | 0          | 1            | 0            | 0            | 0            | 7        | 0      | 0           | 0          |
| N. Cinotti           | 0        | 0       | 0           | 0          | 0            | 0            | 0            | 0            | 0        | 0      | 0           | 0          |
| M. Corsiani          | 8        | 0       | 0           | 0          | -            | -            | -            | -            | 8        | 0      | 0           | 0          |
| P. Del Prete         | 23       | 5       | 5           | 0          | 4            | 3            | 0            | 0            | 27       | 8      | 5           | 0          |
| G. Domi              | 1        | 0       | 0           | 0          | 0            | 0            | 0            | 0            | 1        | 0      | 0           | 0          |
| F. Durante           | 3        | -2      | 0           | 0          | 3            | -3           | 0            | 0            | 6        | -5     | 0           | 0          |
| C. Esperti           | 8        | 0       | 0           | 0          | 2            | 0            | 0            | 0            | 10       | 0      | 0           | 0          |
| A. Ferrati           | 8        | 0       | 1           | 0          | -            | -            | -            | -            | 8        | 0      | 1           | 0          |
| M. Fusini            | 3        | 0       | 0           | 1          | 0            | 0            | 0            | 0            | 3        | 0      | 0           | 1          |
| A. Guagni            | 26       | 6       | 2           | 0          | 4            | 1            | 0            | 0            | 30       | 7      | 2           | 0          |
| M. Matsubayashi      | 24       | -32     | 0           | 0          | 1            | -3           | 0            | 0            | 25       | -35    | 0           | 0          |
| I. Nocchi            | 11       | 2       | 1           | 0          | 2            | 2            | 0            | 0            | 13       | 4      | 1           | 0          |
| G. Orlandi           | 24       | 2       | 6           | 0          | 3            | 1            | 0            | 0            | 27       | 3      | 6           | 0          |
| S. Parrini           | 11       | 0       | 0           | 0          | 4            | 0            | 1            | 0            | 15       | 0      | 1           | 0          |
| C. Razzolini         | 8        | 0       | 1           | 0          | 4            | 3            | 0            | 0            | 12       | 3      | 1           | 0          |
| M. Rodella           | 21       | 0       | 1           | 0          | 4            | 0            | 0            | 0            | 25       | 0      | 1           | 0          |
| D. Salvatori Rinaldi | 21       | 9       | 0           | 0          | 3            | 4            | 0            | 0            | 24       | 13     | 0           | 0          |
| A. Tortelli          | 20       | 1       | 6           | 0          | 2            | 0            | 0            | 0            | 22       | 1      | 6           | 0          |
| A. Valgimigli        | -        | -       | -           | -          | 0            | 0            | 0            | 0            | 0        | 0      | 0           | 0          |
| M. Venturini         | 14       | 1       | 2           | 1          | 1            | 0            | 0            | 1            | 15       | 1      | 2           | 2          |
| E. Vicchiarello      | 26       | 9       | 2           | 0          | 4            | 2            | 0            | 0            | 30       | 11     | 2           | 0          |
| V. Vigilucci         | 14       | 4       | 0           | 0          | 3            | 2            | 0            | 0            | 17       | 6      | 0           | 0          |